# 徳性寺 (文京区)
徳性寺（とくしょうじ）は、東京都文京区にある浄土宗の寺院。

## 歴史
1616年（元和2年）、然蓮社廓誉によって開山された。元々は湯島妻恋坂に位置していたが、1657年（明暦3年）の明暦の大火で現在地に移転した。
かつては恵心僧都源信作の阿弥陀如来像と「頬焼地蔵尊」と呼ばれる地蔵菩薩像があったが、1945年（昭和20年）の空襲で、両方とも焼失した。戦後に再造された。

## 頬焼地蔵尊
下総国相馬郡大柏村（現・茨城県守谷市大柏）の豪農の下で働く一人の下女がいた。豪農の妻は、日頃からこの下女に辛く当たっていた。ある日、豪農の妻は下女を折檻し、焼火箸を下女の頬に押し当てた。ところが下女の頬にやけどの痕がなく、その代わりに屋敷の庭にあった地蔵堂から煙が出ていた。中を覗いたところ、地蔵の頬が焦げていた。そういうこともあって、下女の身代わりになった「頬焼地蔵尊」として崇められるようになり、縁があった当寺に奉納されることになった。

## 墓所
- 小菅蒼狐（俳人）
- 小菅宝馬（俳人、蒼狐の弟子）

## 交通アクセス
- 本駒込駅より徒歩2分。